# Supermodel of the World
Supermodel of the World — дебютный студийный альбом американского исполнителя Ру Пола, вышедший в 1993 году.

## Об альбоме
Для Ру Пола это был уже не первый музыкальный опыт, в 1986 году он записал песни для саундтрека к фильму «Ру Пол: Старбути!». Название альбома описывает самого Ру Пола, так как до этого он начал свой дрэг-путь и снялся в женском образе для нескольких журналов.

### Синглы
Первым синглом стала песня «Supermodel (You Better Work)». Выбор оказался весьма удачным, поскольку песня стала мегапопулярная в ночных клубах. Она смогла достичь в США 45 места в чарте Billboard Hot 100 (Ру Пол стала первым дрэг-квин в истории, чья песня смогла попасть в данный чарт); в Великобритании песня добралась до 39 строчки в UK Singles Chart. Видеоклип на песню был взят в активную ротацию на телеканале MTV, что было сюрпризом как для Ру Пола, так и для лейбла, поскольку там в то время транслировались в основном видео в стиле гранж, гангста-рэп и рок. Второй сингл «Back to My Roots» и третий «A Shade Shady (Now Prance)» достингли вершины чарта Billboard Club/Dance Play Songs.

## Список композиций
| №   | Название                       | Автор(ы)                             | Длительность |
| --- | ------------------------------ | ------------------------------------ | ------------ |
| 1.  | «Supermodel (You Better Work)» | RuPaul Charles Jimmy Harry Larry Tee | 3:59         |
| 2.  | «Miss Lady DJ»                 | Charles Eric Kupper                  | 4:00         |
| 3.  | «Free Your Mind»               | Charles Jimmy Harry                  | 3:48         |
| 4.  | «Supernatural»                 | Charles Jimmy Harry                  | 4:35         |
| 5.  | «House of Love»                | Charles Jimmy Harry                  | 3:30         |
| 6.  | «Thinkin' 'Bout You»           | Charles Kupper                       | 3:46         |
| 7.  | «Back to My Roots»             | Charles Jimmy Harry Kupper           | 3:32         |
| 8.  | «Prisoner of Love»             | Charles Jimmy Harry                  | 4:24         |
| 9.  | «Stinky Dinky»                 | Charles Jimmy Harry Fred Schneider   | 4:44         |
| 10. | «All of a Sudden»              | Charles Jimmy Harry                  | 3:53         |
| 11. | «Everybody Dance»              | Bernard Edwards Nile Rodgers         | 3:56         |
| 12. | «A Shade Shady (Now Prance)»   | Charles Kupper                       | 3:56         |

## Чарты
| Чарт (1993)                             | Пиковая позиция |
| --------------------------------------- | --------------- |
| Великобритания (Official Chart Company) | 39              |
| США (Billboard Top Heatseekers)         | 1               |
| США (Billboard 200)                     | 109             |